# Bill Bradley (Musiker)
Bill Bradley  (* als William Ackerson Bradley am 15. Februar 1938 in New York City; † 15. Juli 1989) war ein  US-amerikanischer Jazz-Schlagzeuger.

## Leben
Bill Bradley ist der Sohn des Swing-Posaunisten und Bandleaders Will Bradley und wurde daher auch oft nur „Junior“ oder „Will Jr“ genannt. Er begann 1952 mit dem Schlagzeug; seine Vorbilder waren Art Blakey und Philly Joe Jones. Er spielte ab 1954 in New Yorker Clubs wie dem Birdland und dem Basin Street mit Johnny Smith, Bobby Scott, Tony Scott, Kai Winding, Steve Lacy und 1956 im George Wallington Quintett mit Phil Woods und Donald Byrd. Um 1955/56 wirkte er an J. R. Monteroses Album Jaywalkin’ mit und 1955 auf einem Album von Tony Fruscella; 1956 gehörte er der Big Band von Woody Herman an. Auf Epic Records nahm er sein einiges Album House of Bradley auf; aus späteren Jahren liegen keine weiteren Aufnahmen vor.